# Italia Independent Group
Italia Independent Group est une compagnie qui produit et distribue des lunettes et lunettes de soleil. Le groupe est actif aussi dans le secteur de la communication par l’agence Indépendent Ideas,.

## Histoire
Italia Independent Group est une entreprise créée en 2007 par Lapo Elkann, Andrea Tessitore et Giovanni Accongiagioco, avec la promotion et le lancement d’une des premières lunettes de soleil entièrement fabriquée en fibre de carbone. Fabriquée manuellement elle a été présentée au Pitti Uomo.
Pendant la même année les trois fondateurs créent aussi l’agence Independent Ideas.
Italia Independent Group est de holding qui détient les activités qui concernent les lunettes, le design et la communication.
En 2013 l’entreprise a fait son entrée dans le AIM de le Bourse Italienne, marché dedié aux petites et moyennes entreprises italiennes, avec le code IIG,.
Les filiales de "Italia Independent Group" sont:
- Italia Independent
- Independent Ideas
- I Spirit Vodka
- Sound Identity
- Care Label
- Independent Value Card

La compagnie est présente dans 70 pays grâce à ses magasins monomarque, branches commerciales, agents et d’une réseau de distributeurs.

## Actionnaires
Au 7 juin 2019
| Nom                             | Actions   | %       |
| Lapo Edovard Elkann             | 3 429 549 | 51,7%   |
| John Elkann                     | 465 445   | 7,02%   |
| Pietro Peligra, MBA             | 67 276    | 1,01%   |
| Montbleu Finance SAS            | 22 275    | 0,34%   |
| Marco Malvicini                 | 20 005    | 0,30%   |
| Mediolanum Gestione Fondi SGRpA | 368       | 0,0055% |
| Fideuram Investimenti SGR SpA   | 125       | 0,0019% |
| Sycomore Asset Management SA    | 0         | -       |
| CM-CIC Asset Management SA      | 0         | -       |